# Johann Gottlieb Graun
Johann Gottlieb Graun   (Wahrenbrück, 27 d'octubre de 1703 - Berlín, 27 d'octubre de 1771) va ser un violinista i compositor alemany del període preclàssic.

## Biografia
Johann Gottlieb Graun va néixer a Wahrenbrück, com el segon dels tres fills del cobrador general d'impostos August Graun i la seva dona Anna Margareta Graun, de soltera Schneider. L'aniversari exacte ja no es pot determinar a causa de la pèrdua dels registres de l'església de Wahrenbrück. Va rebre la seva educació a la Dresden Kreuzschule entre 1713 i 1721, tot i que va estar matriculat a la Universitat de Leipzig durant els anys 1718 i 1719. El seu professor de violí i composició va ser Johann Georg Pisendel. L'any 1723 va viatjar a Pàdua, on es va quedar "uns quants mesos" per estudiar amb Giuseppe Tartini. Després va tornar a Dresden i a partir de 1726 va tenir feina a la cort ducal de Merseburg. Des de 1731 va ser emprat pel príncep de Waldeck a Arolsen durant un any i el 1732 ell i el seu germà petit Carl Heinrich Graun van entrar al servei del príncep hereu prussià Friedrich a Ruppin. El 1736, Frederic el Gran es va traslladar a Rheinsberg amb la seva banda de cort, que ara havia crescut fins a disset músics. El 1740 Frederic es va convertir en rei, i Graun va romandre al seu servei com a concertista i músic de cambra fins a la seva mort; va ser el responsable de les cordes de l'orquestra de l'òpera reial. Johann Gottlieb Graun va morir el 27 d'octubre de 1771 als 68 anys d'una malaltia associada a la falta d'alè (asma bronquial).
Els seus estudiants de violí més famosos van ser Wilhelm Friedemann Bach i František Benda.
Les seves composicions inclouen nombroses òperes, oratoris, cantates profanes i religioses, obertures, unes 100 simfonies, concerts de violí i clavicèmbal i una extensa obra de música de cambra. Pel que fa a la història de la música, Graun es troba en la transició de l'estil barroc tardà a l'anomenada "sensibilitat", que està representada per aquells compositors que van escriure per a l'orquestra de la cort de Mannheim, així com per Carl Philipp Emanuel Bach.

## Família
L'any 1731, Graun es va casar amb Dorothea Sophia Schmiel (1708-després de 1777), la filla del servent reial Samuel Schmiel (1658-1734) i la seva dona Anna Theodora Simonetti (1684-1708), El pare d'Anna Theodora va ser el constructor i guixer prussià Giovanni Simonetti (1652-1716), els seus germans van ser el teòleg luterà Christian Ernst Simonetti (1700-1782) i el concertista Johann Wilhelm Simonetti (1690-1776). Anna Theodora Schmiel va morir només 13 dies després del naixement de la seva filla Dorothea Sophia. Samuel Schmiel es va tornar a casar al voltant de 1715 amb Anna Dorothea Friese (1695/1699-1744), que al seu torn es va convertir en la primera esposa de Carl Heinrich Graun després de la seva mort.

## Homenatges
Al museu del districte de Bad Liebenwerda, una exposició permanent ofereix informació sobre la vida i l'obra dels germans Graun. Des de l'any 2003 també se celebra a Bad Liebenwerda un concurs internacional per al Premi Gebrüder Graun cada dos anys, que des de 2011 es combina amb un festival de música. L'escola de música del districte d'Elba-Elster s'anomena escola de música del districte "Gebrüder Graun" des de 1994.